# Róża Kozakowska
Róża Kozakowska (* 26. August 1989 in Zduńska Wola) ist eine polnische Paraolympionikin, die unter zerebraler Lähmung der Bewegungsorgane leidet. Sie trainiert bei IKS START Zduńska Wola und startet in der Klasse F32 (früher T38).
Als Kind wurde bei Róża Kozakowska eine genetische Blutveränderung festgestellt und daher musste sie sich als Grundschulkind einer Chemotherapie unterziehen.  Ihr Stiefvater missbrauchte sie und ihre Mutter über Jahre schwer körperlich, wofür er zu einer Gefängnisstrafe verurteilt wurde.
Als Kind wurde sie von einer Zecke gebissen und erkrankte an Lyme-Borreliose. 2019 qualifizierte sie sich in Dubai für die Teilnahme an den Sommer-Paralympics 2020 als Weitspringerin. 2020 verschlechterte sich ihr Zustand, so dass sie nicht mehr in der Lage ist zu springen und sie musste daher ihre Disziplin wechseln. Verschiedene Kliniken in Polen lehnten eine Operation, die ihre Situation verbessern könnte, auf Grund des hohen Risikos ab. Für eine Privatklinik in Breslau benötigte sie über 50.000 PLN, welche sie über Crowdfunding erhielt.

## Erfolge
- 4. Platz bei den Weltmeisterschaften im Weitsprung 2019 in Dubai[3]
- 3. Platz bei den Europameisterschaften im Kugelstoßen 2021 in Bydgoszcz[3]
- Weltrekord im Keulenwerfen in Krakau 2021[1]
- 1. Platz bei den Sommer-Paralympics 2020 im Kugelstoßen, mit 28,74 m zugleich neuer Weltrekord[7]